# يحمر الشقيف
يحمر الشقيف هي إحدى القرى اللبنانية من قرى قضاء النبطية في محافظة النبطية.
يلفها مجرى نهر الليطاني من ثلاث جهات، وتمتلك مساحات شاسعة من الأراضي الزراعية.
تبعد يحمر (النبطية) 83 كلم (51.5762 مي) عن بيروت عاصمة لبنان. ترتفع 530 م (1738.93 قدم - 579.608 يارد) عن سطح البحر وتمتد على مساحة 1167 هكتاراً (11.67 كلم²- 4.50462 مي²).
ليحمر الشقيف تاريخ في مواجهة الإقطاع ورفضها للظلم والفقر والجهل منذ عام 1958 حيث قدّمت الشهداء في سبيل حرية لبنان وعروبته وديمقراطيته كما نوّه بدورها الوطني وبمقاومتها للاحتلال الإسرائيلي بدءا من الحركة الوطنية اللبنانية إلى أفواج المقاومة اللبنانية والمقاومة الإسلامية.

## وصلات خارجية
لمزيد من الإطلاع على أحوال هذه البلدة اللبنانية مراجعة 
- موقع بلدة يحمر الشقيف
- مـدونة يحمر الشقيف